# Over-Nite Sensation
Over-Nite Sensation es un álbum del músico y compositor estadounidense Frank Zappa con su banda The Mothers, lanzado al mercado el 7 de septiembre de 1973. Se grabó entre marzo y junio de ese mismo año en varios estudios de grabación distintos. El álbum se lanzó en sonido estereofónico y cuadrafónico.
El álbum es considerado un punto de inflexión en la carrera de Zappa, ya que es muy distinto de sus álbumes anteriores. Es más accesible (siendo su primer álbum en conseguir un disco de oro), con una serie de canciones mezcladas con sus típicos retos musicales. Las letras son básicamente humorísticas, tratando temas como el sexo ("Dirty Love", "Camarillo Brillo", "Zomby Woof" y "Dinah-Moe Humm"), o de crítica social ("I'm the Slime"), u otros temas ("Fifty-Fifty", "Montana"). 

## Lista de canciones
- Todas las canciones compuestas por Frank Zappa.

### Cara A
1. "Camarillo Brillo" – 3:59
2. "I'm the Slime" – 3:34
3. "Dirty Love" – 2:58
4. "Fifty-Fifty" – 6:09

### Cara B
1. "Zomby Woof" – 5:10
2. "Dinah-Moe Humm" – 6:01
3. "Montana" – 6:35

## Personal
- Frank Zappa – guitarra, voz en todas las canciones excepto "Fifty-Fifty" y gran parte de "Zomby Woof"
- George Duke – sintetizador, teclados
- Bruce Fowler – trombón
- Tom Fowler – bajo
- Ralph Humphrey – batería
- Ricky Lancelotti – voz en "Fifty-Fifty" y "Zomby Woof"
- Sal Márquez – trompeta, voz en "Dinah-Moe-Humm"
- Jean-Luc Ponty – violín, violín barítono
- Ian Underwood– clarinete, flauta, saxofón alto, saxofón tenor
- Ruth Underwood – percusión, marimba, vibráfono
- Kin Vassy – voz en "I'm the Slime", "Dinah-Moe-Humm" y "Montana"
- Tina Turner and the Ikettes - Coros (no aparece en los créditos)

## Producción
- Productor: Frank Zappa
- Ingenieros de sonido: Fred Borkgren, Steve Desper, Terry Dunavan, Barry Keene, Bob Stone
- mezclas: Kerry McNabb
- Remasterización digital: Bernie Grundman, Bob Stone
- Arreglos: Frank Zappa
- Técnicos: Paul Hof
- Diseño portada: Ferenc Dobronyi, Cal Schenkel
- Ilustraciones: David McMacken

## Posición en listas
Álbum - Billboard (Estados Unidos)
| Años | Lista          | Posición |
| ---- | -------------- | -------- |
| 1973 | Álbumes de pop | 32       |